# USS Valley Forge (CV-45)

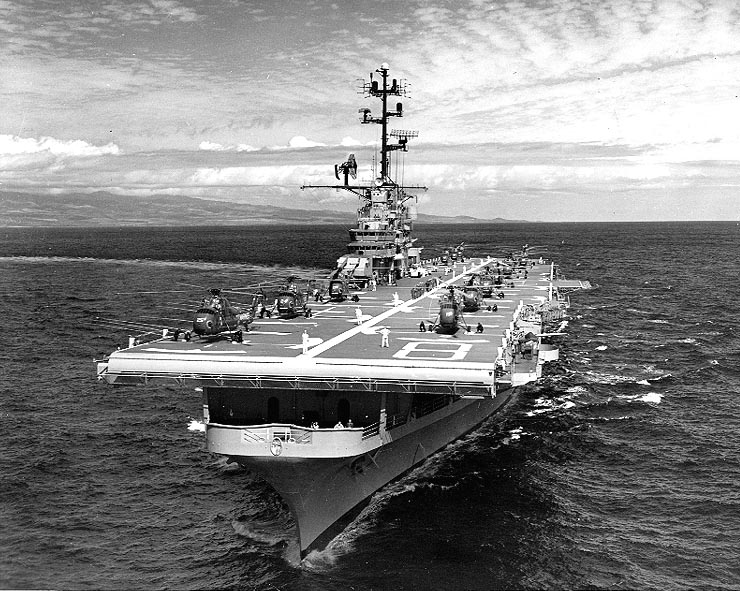
USS Valley Forge i Stilla havet, cirka 1963.

USS Valley Forge (CV/CVA/CVS-45, LPH-8) var ett av 24 hangarfartyg av Essex-klass som byggdes för amerikanska flottan under och kort efter andra världskriget. Fartyget var det första i amerikanska flottan med det namnet, döpt efter Valley Forge, general George Washingtons kontinentala armés vinterläger 1777–1778. Valley Forge togs i tjänst i november 1946, för sent för att ha deltagit i andra världskriget men hon genomförde en omfattande tjänstgöring i Koreakriget och Vietnamkriget. Hon var det sista fartyget i Essex-klassen som färdigställdes. Hon omklassificerades i början av 1950-talet till ett attackhangarfartyg (CVA), sedan till ett ubåtsjakthangarfartyg (CVS) och till slut till ett amfibiskt attackfartyg (LPH) som bar helikoptrar och marinsoldater. Som ett ubåtsjakthangarfartyg tjänstgjorde hon i Atlanten och Karibien. Hon fungerade som det primära återhämtningsfartyget för ett av de tidigare bemannade rymduppdragen i Mercuryprogrammet. Efter konvertering till ett amfibiskt attackfartyg tjänstgjorde hon omfattande i Vietnamkriget. Valley Forge mottog åtta battle stars för tjänstgöring i Koreakriget och nio för Vietnamkriget. Hon mottog dessutom tre Navy Unit Commendation.
Till skillnad från de flesta av hennes systerfartyg genomgick hon inga större moderniseringar och behöll därmed det klassiska utseendet för ett fartyg i Essex-klassen. Hon utrangerades 1970 och såldes för skrotning 1971.